# Janusz Szugzda
Janusz Szugzda (ur. 14 października 1962 w Białymstoku) – polski piłkarz występujący na pozycji pomocnika. 

## Kariera piłkarska
Karierę rozpoczynał w barwach Jagiellonii Białystok, w której spędził 14 sezonów. Zadebiutował w I lidze wiosną 1983 roku w barwach Gwardii Warszawa. Następnie grał w Jagiellonii przez 11 sezonów, w tym 4 w I lidze, rozgrywając 100 spotkań i strzelając 6 bramek. Następnie grał przez sezon w niemieckim klubie AC Italia Gross-Gerau. Kolejny klub, który reprezentował to trzecioligowy Hetman Białystok, z którym spadł z ligi w sezonie 1997/98. Od roku 1999 reprezentował barwy jeszcze trzech podlaskich klubów z niższych klas rozgrywkowych: Supraślanki Supraśl, Znicza Radziłów oraz BKS Jagiellonii Białystok.
W I lidze rozegrał 108 spotkań i strzelił 6 goli w barwach Jagiellonii Białystok oraz Gwardii Warszawa.

## Życie prywatne
Brat Zbigniewa Szugzdy.